# Фельдбаум, Александр Аронович
Александр Аронович Фельдба́ум (1913, 	Екатеринослав, Российская империя — 1969) — советский учёный, специалист в области автоматического управления и элементной базы ЭВМ. Один из основоположников оптимального управления, автор принципа дуального управления в теории самонастраивающихся и самообучающихся систем.

## Биография
Родился 16 августа 1913 года в Екатеринославе (ныне Днепр, Украина), в семье врача Арона Шоломовича Фельдбаума (1883—?)  и екатеринославской мещанки Анны Исаевны Курицкой (1887—?), заключивших брак там же 17 января 1912 года. 
В 1924 году поступил сразу в пятый класс средней школы. В 1937 году окончил МЭИ имени В. М. Молотова, а в 1941 году — заочное отделение механико-математического факультета МГУ имени М. В. Ломоносова.
С 1936 года А. А. Фельдбаум — сотрудник ВЭТИ имени В. И. Ленина. В 1939 году опубликовал свою первую научную работу, посвящённую теории автоматического управления. В 1943 году защитил кандидатскую диссертацию по теории контролирующих аппаратов.
С 1945 года А. А. Фельдбаум преподавал в Военной артиллерийской академии имени Ф. Э. Дзержинского в Москве, профессор кафедры систем управления ракет факультета реактивного вооружения. Занимался разработкой теории линейных систем управления, а также разработкой и созданием первых в СССР аналоговых ЭВМ. В 1945 — 1964 годах читал там курсы электротехники, радиотехники, электрических измерений, автоматики, теории автоматического регулирования, теоретических основ связи и управления.
В 1948 году А. А. Фельдбаум сформулировал математическую постановку задачи оптимального управления как вариационной задачи и дал её решение для ряда важных прикладных задач.
В 1949 году А. А. Фельдбаум впервые в мире построил и теоретически исследовал нелинейную (квадратичную по скорости) обратную связь, доказав, что она обеспечивает предельную величину быстродействия в системе следящего электропривода.
В 1953 году А. А. Фельдбаум защитил докторскую диссертацию по динамике систем автоматического регулирования. А. А. Фельдбаум ввёл понятие степени колебательности переходных процессов, доказал ряд теорем о формах переходных процессов и их связи с распределением корней характеристического уравнения, разработал критерии квадратических ошибок. 
В 1953 году А. А. Фельдбаум доказал теорему об n-интервалах. Несколько позже этот результат стал отправным пунктом в разработке теории открытого Л. С. Понтрягиным принципа максимума.
В 1955 году на нескольких семинарах в Математическом институте имени В. А. Стеклова А. А. Фельдбаум подробно рассказывал о полученных им результатах. Он разъяснил и поставил общую задачу оптимального управления перед группой выдающихся математиков во главе с академиком Л. С. Понтрягиным.
А. А. Фельдбаум рассмотрел общую задачу синтеза оптимальных систем, введя фундаментальное понятие поверхности переключения в фазовом пространстве (1955 год). Несколько позже Сун Цзянь, аспирант А. А. Фельдбаума из Китая, промоделировал эту поверхность переключения на ЭВМ. Впоследствии эта модель была использована в быстродействующем следящем устройстве, предназначенном для ведения стрельбы.
В конце 1950-х годах внёс свой вклад в разработку теории дуального управления. Предложил варианты решения задач синтеза оптимального управления системами с неполной информацией.
С 1961 года — руководитель лаборатории самонастраивающихся систем в Институте автоматики и телемеханики АН СССР. В Институте автоматики и телемеханики АН СССР им была создана лаборатория поисковых и самонастраивающихся систем, где были реализованы первые в мире многоканальные поисковые системы (оптимизаторы).
Им заложены теоретические основы и сформулированы определяющие идеи теории дуального управления, в которой сочетаются обучение и управление.
Умер 15 января 1969 года. Урна с его прахом захоронена в Москве на Донском кладбище (участок № 3).

## Награды и премии
- Сталинская премия второй степени (1951) — за работу в области приборостроения (создание аналоговых вычислительных машин с нелинейными блоками)
- Медаль «За трудовую доблесть» (1951)

## Монографии и учебные пособия
- Фельдбаум A. A. Введение в теорию нелинейных цепей. — М.-Л.: Госэнергоиздат, 1948. — 324 с.
- Фельдбаум А. А. Электрические системы автоматического регулирования. — М.: Оборонгиз, 1954. — 786 с.; 2-е изд. — М.: Оборонгиз, 1957. — 808 с.
- Фельдбаум A. A. Вычислительные устройства в автоматических системах. — М.: Физматгиз, 1959. — 800 с.
- Фельдбаум А. А. Основы теории оптимальных автоматических систем. — М.: Физматгиз, 1963. — 552 с.; 2-е изд. — М.: Наука, 1966. — 623 с. — Тираж 13000 экз.
- Фельдбаум А. А., Дудыкин А. Д., Мановцев А. П., Миролюбов Н. Н. Теоретические основы связи и управления. — Физматгиз, 1963. — 963 с.
- Feldbaum A. A. Optimal systems. Disciplines and Techniques of System Control, Chap. VII, J. Peschon, ed. Random House (Blaisdell), New York, 1965.
- Фельдбаум А. А., Бутковский А. Г. Методы теории автоматического управления. — М.: Наука, 1971. — 744 с.

## Публикации в научных журналах
- Фельдбаум А. А. Оптимальные процессы в системах автоматического регулирования // Автоматика и телемеханика. 1953. Т. 14, № 6. — С. 712—728.
- Фельдбаум A. A. О синтезе оптимальных систем с помощью фазового пространства // Автоматика и телемеханика, 1955, № 2. — С. 120—149.
- Фельдбаум А. А. Теория дуального управления I // Автоматика и телемеханика, 1960, т. 21, № 9.
- Фельдбаум А. А. Теория дуального управления II // Автоматика и телемеханика, 1960, т. 21, № 11.
- Фельдбаум А. А. Теория дуального управления III // Автоматика и телемеханика, 1961, т. 22, № 1.
- Фельдбаум А. А. Теория дуального управления IV // Автоматика и телемеханика, 1961, т. 22, № 3.
- Фельдбаум А. А. Об оптимальном управлении марковскими объектами // Автоматика и телемеханика, 1962, т. 23, № 8.